# Geschiedenis van Ammerzoden
De bekende geschiedenis van Ammerzoden begint in de hoge middeleeuwen, als zich langs de Maas, in het woelige grensgebied tussen het hertogdom Brabant en het graafschap Gelre, rondom Kasteel Ammersoyen een hoge heerlijkheid ontwikkelt. Eeuwenlang zou Ammerzoden een boerendorp blijven, om in de tweede helft van de 20e eeuw te veranderen in een dorp met een gevarieerde economie, min of meer aan de rand van de grootstedelijke omgeving van 's-Hertogenbosch.

## Middeleeuwen
De oudste vermelding van Ammerzoden dateert uit de 11e eeuw, als Ambersoi. Latere vermeldingen spreken van Amersoyen of Amelroije. Het element 'Ammer' verwijst waarschijnlijk naar een oude rivierbedding ('mer' is te herleiden tot oude rivierloop en 'a' betekent water). 'Ooi' heeft de betekenis van een weidegebied langs een rivier.

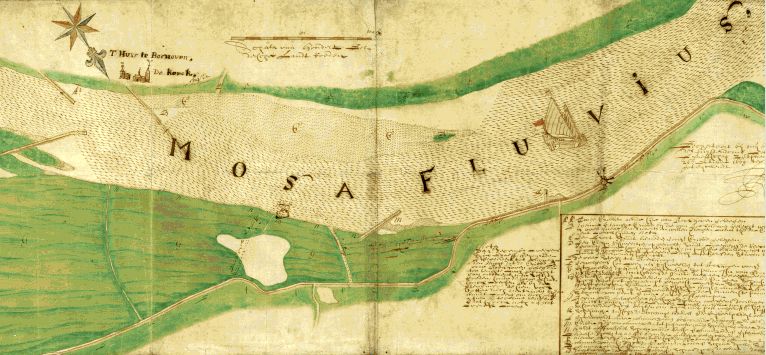
De Maas tussen Ammerzoden (onder) en Bokhoven, 1669

Ammerzoden ontstond op een oeverwal, een vruchtbaar gebied langs de Maas. Hier werd aan de rivier een donjon gebouwd, die uitgroeide tot Kasteel Ammersoyen. De huidige opzet van het kasteel dateert van vóór 1350 en werd ook na een vernietigende brand in 1590 gehandhaafd. Het kasteel ligt aan een oude Maas-meander (nu: de Meersloot) die rond de 9e eeuw is verlaten.
Tot de tweede helft van de 14e eeuw lag het dorp in een soort langs de Maas gelegen niemandsland tussen Gelre en Brabant. Pas in 1381 werd Ammerzoden een leen van de hertog van Gelre en is sindsdien, ondanks de nog steeds bestaande oriëntatie op Brabant, altijd Gelders gebleven.
Ammerzoden was een zogeheten hoge heerlijkheid: de Gelderse hertog had er weinig te zeggen. Zo viel Ammerzoden buiten het ambt van de Bommelerwaard en had het plaatselijke gerecht namens de heer alle rechtsmacht in handen, waaronder het recht om misdadigers ter dood te laten veroordelen en te executeren. Wel moest de heer zijn kasteel als 'open huis' beschikbaar houden voor de hertog. De heer deed het bestuur van het dorp samen met afgevaardigden van de inwoners die land hadden, de geërfden. Voor de dagelijkse gang van zaken wezen zij een schout en buurmeesters aan.
Ammerzoden kreeg zijn eerste kerk in de 13e eeuw. Deze destijds aan Onze Lieve Vrouwe toegewijde
Rooms-katholieke kerk van grote bakstenen bevond zich niet ver van het kasteel op een wat hogere plek; handig bij overstromingen. Tussen 1500 en 1547 werd op de locatie van de oude kerk een nieuwe gebouwd, eveneens aan Onze Lieve Vrouwe toegewijd, de huidige Ammerzodense hervormde (ruïne)kerk.
Vanaf het ontstaan van Ammerzoden was de landbouw de belangrijkste economische activiteit. Van de 9e eeuw tot circa 1300 is de Bommelerwaard langzaam ontgonnen en voor landbouw geschikt gemaakt. Men werkte vanaf de overwallen (en de stroomruggen) steeds verder de komgronden in. In de late middeleeuwen werkten de boeren voor hun heer en (steeds meer) voor zichzelf. Op de overwal deed men aan akkerbouw, terwijl de zware klei van de komgronden enkel geschikt was voor hooiland, de teelt van wilgenhout en soms weidegrond. Ook de uiterwaarden werden als weidegrond gebruikt.

## Reformatie

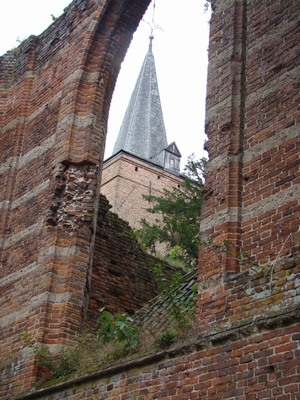
Ruïnekerk van Ammerzoden

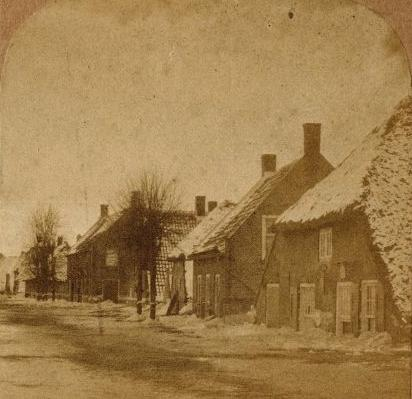
Ammerzodense huizen tijdens de Watersnoodramp van 1861

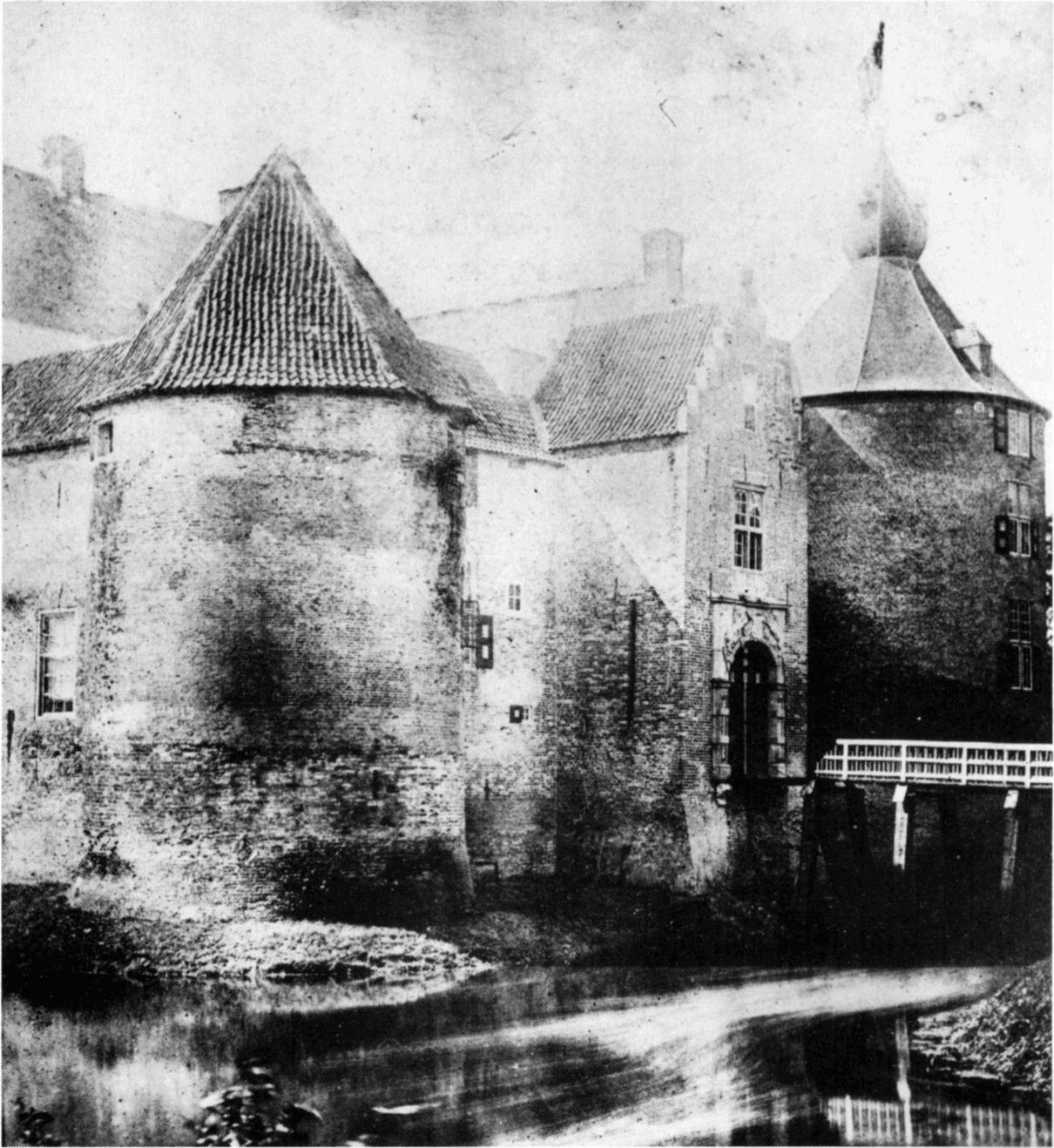
Kasteel Ammersoyen, 1868

Tijdens de Tachtigjarige Oorlog werd er in de Bommelerwaard veel strijd geleverd, met name om Zaltbommel, Fort Sint-Andries en tijdens het Beleg van 's-Hertogenbosch. Tussen Ammerzoden en Hedel werd Fort Kijk-in-de-pot gebouwd, dat later werd afgebroken. De meeste dorpen in de Bommelerwaard werden in deze periode langzaam protestants, maar dankzij het enthousiaste optreden van enkele katholieke priesters kon het protestantisme in Ammerzoden, Velddriel en Kerkdriel weinig voet aan de grond krijgen. De opeenvolgende kasteelheren hadden hier een stimulerende rol in.
Na de reformatie namen de weinige protestanten in Ammerzoden de kerk over. Het koor verbouwden zij in 1632 tot kerk; de rest verviel en tot op de dag van vandaag is het schip een ruïne. De katholieken moesten naar schuilkerken (schuurkerken) of naar de enclave Bokhoven, omdat het in het openbaar uitoefenen van de katholieke godsdienst verboden was. Katholieke priesters vonden onderdak op het kasteel, aangezien de achtereenvolgende kasteelheren katholiek waren.
Na de Tachtigjarige Oorlog mochten katholieken van de Staten-Generaal geen deel meer uitmaken van nationale, gewestelijke en lokale besturen. In Ammerzoden bleven, vanwege de katholieke identiteit van het dorp en vanwege een gebrek aan protestanten, katholieken in het bestuur zitten.

## De periode 1672-1939

### Veiligheid
In de periode 1672-1939 waren de belangrijkste bedreigingen voor Ammerzoden oorlog en watersnood.
In het rampjaar 1672, aan het begin van de Hollandse Oorlog, werd Ammerzoden belegerd door de troepen van het koninkrijk Frankrijk. Ondanks dat de Legende van de Franse beschieting anders beweert, werd het dorp gespaard. Wel werd het gebrandschat: de heer van Ammerzoden betaalde de Fransen een som geld om de plundering van het dorp en kasteel te voorkomen.
In augustus 1794 werd Ammerzoden weer door de Fransen aangevallen. Op 27 december konden zij de Maas oversteken, omdat deze bevroren was geworden. De Franse tijd in Nederland was begonnen. Na de Franse opmars werd er tijdens de napoleontische oorlogen niet meer in de Bommerlerwaard gevochten. In 1813 was de Franse bezetting voorbij en werd het Koninkrijk der Nederlanden opgericht. Het zou tot 1940 duren voordat er weer oorlog kwam, hoewel Ammerzodenaren wel deelnamen aan de strijd tegen de Belgische opstandelingen en oorlogen in Nederlands-Indië.
Doorheen de geschiedenis werd Ammerzoden door verschillende watersnoodrampen getroffen, vooral in de 17e eeuw. De laatste grote overstroming dateert van 1861. Het dorp stond geheel onder water en had tot in de zomer te kampen met de naweeën ervan. Na de overstroming brak er nog een buiktyfusepidemie uit. Na de overstroming van 1861 werden de dijken verbeterd. In 1926 dreigden de dijken opnieuw door te breken, maar dat gebeurde niet.

### Bestuur
Het bestuur zoals dat tijdens de middeleeuwen ontstaan is — de hoge heerlijkheid met geërfden, schout en buurmeesters — bleef tot 1795 in stand.
In 1795 werd met steun van de Fransen de Bataafse Republiek opgericht. De bevoegdheden van de geërfden werden teruggebracht tot de waterstaatszorg. Er werd een nieuw gemeentebestuur opgericht, dat alle bestuurlijke taken op zich nam. Tussen 1799 en 1801 maakte Ammerzoden deel uit van de gemeente Bommelerwaard. In 1801 werd de situatie van voor 1799 hersteld.
Op 16 maart 1810 werd Ammerzoden bij het Franse Keizerrijk gevoegd. Bestuur en rechtspraak werden voor het eerst van elkaar gescheiden. Ammerzoden werd een mairie. Toen in 1813 het Koninkrijk der Nederlanden werd opgericht, bleef de door de Fransen ingestelde gemeentelijke organisatie vrijwel ongewijzigd voortbestaan. In 1884 werd een nieuw gemeentehuis gebouwd, dat 61 jaar later kapotgeschoten zou worden.
In de Franse tijd werden de rechten van de heren sterk teruggedrongen. Koning Willem I herstelde in 1814 een deel van deze rechten. Met de gemeentewet van 1851 kwam dit formeel tot een einde, maar vanwege onder meer zijn grootgrondbezit bleef de heer van Ammerzoden tot 1872 (zie hierna) veel invloed op het bestuur houden.

### Economie
Vanaf het begin van de 17e eeuw ging men in Ammerzoden veel hop verbouwen, dat geëxporteerd werd naar Engeland en Vlaanderen. Zo'n kwart van het bouwland werd in deze periode voor de hopverbouw gebruikt. De hopteelt bleef tot de jaren 1880 belangrijk voor de Ammerzodense economie. In die periode viel dankzij de economische crisis de belangrijke Engelse exportmarkt weg. Men stapte vervolgens over op de teelt van sjalotten. Veel dorpsbewoners werkten mee met het uienpellen, wat Ammerzodenaren in de omgeving de bijnaam juinen ("uien") opleverde. Anderen gingen in de mandenmakerij, die de komende zestig jaar een belangrijke rol in de plaatselijke economie zou spelen.

### Religie
Zoals hierboven vermeld, moest de katholieke meerderheid in de periode van de Republiek naar schuilkerken om haar geloof uit te kunnen oefenen. In de Bataafse Republiek mochten katholieken hun geloof weer openlijk belijden, en het was in deze periode dat de Ammerzodense katholiek Antonius Vesters lid werd van de Tweede Nationale Vergadering en de Constituerende Vergadering. Met de komst van het Koninkrijk der Nederlanden kregen de katholieken meer rechten dan in de periode van de Republiek. In 1828 konden dan ook de schuilkerken verlaten worden: er werd een katholieke Waterstaatskerk gebouwd. In 1853 werd met het herstel van de bisschoppelijke hiërarchie de parochie van Ammerzoden hersteld.

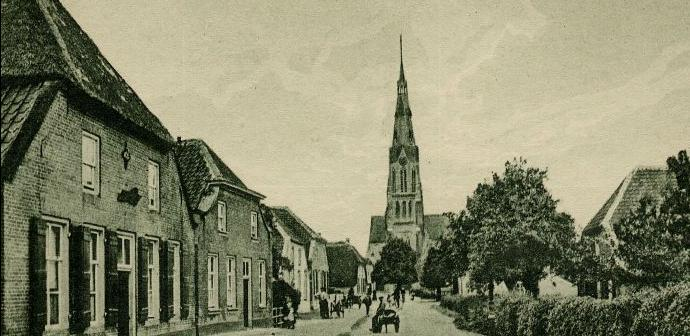
Sint-Willibrorduskerk, 1915. Deze kerk is in de Tweede Wereldoorlog opgeblazen

In 1872 verkocht de laatste kasteelheer, Arthur baron de Woëlmont, zijn kasteel, landerijen en woningen aan de parochie van Ammerzoden, die daarmee ineens de grootste grootgrondbezitter van de gemeente werd. In 1873 schonk de kerk het kasteel aan de zusters clarissen, waarmee Ammerzoden een eigen klooster kreeg. Omstreeks 1893 lieten zij de kasteelgracht dempen en een kapel tegen het kasteel bouwen. In 1894 werd begonnen aan de bouw van een nieuwe, imposante neogotische katholieke kerk, vernoemd naar Sint-Willibrord. De kerk uit 1828 werd afgebroken.

## Tweede Wereldoorlog en wederopbouw
Aan het einde van de Tweede Wereldoorlog heeft Ammerzoden veel schade geleden; weinig gebouwen zijn gespaard gebleven. Ook het kasteel-klooster werd zwaar beschadigd. Het dorp lag in de winter van 1944/'45 namelijk aan de frontlinie, gevormd door de Maas. De Duitsers hadden zich in en achter de Maasdijk verschanst in bunkers. Zij vernietigden de katholieke kerk, omdat deze voor de geallieerden als mikpunt kon dienen. Van de hervormde kerk werden de toren en het koor zwaar beschadigd.
In deze laatste oorlogswinter werden de inwoners van het dorp, en later van de hele Bommelerwaard, geëvacueerd. Na de oorlog moesten veel inwoners in eerste instantie in noodwoningen gaan wonen. Het dorp werd door Bodegraven in het kader van het Nederlands Volksherstel 'geadopteerd', waarmee die Zuid-Hollandse gemeente Ammerzoden hielp om de schade te herstellen. Met steun van de Hervormde Gemeente van Soest werd de Hervormde Kerk gerestaureerd. In 1953 werd er een nieuwe katholieke kerk geopend, wederom vernoemd naar Sint-Willibrord.
De kloosterszusters keerden na de oorlog niet meer terug. Kasteel Ammersoyen kwam in bezit van de stichting Geldersche Kasteelen. In 1959 ging de restauratie van start, die zestien jaar duurde. In 1975 werd het in middeleeuwse stijl (zonder kloosterkapel) gerestaureerde kasteel door prins Claus heropend. Het Ammerzodense gemeentehuis werd in het kasteel gevestigd.

## Naoorlogse periode
In de decennia na de oorlog groeide het dorp stapsgewijs, vooral in westelijke richting. In 1958 zijn de Gelderse Waarden, gelegen aan de overzijde van de Maas, bij de Gelders-Brabantse grenscorrecties van 1958 Noord-Brabants geworden.
De naoorlogse ruilverkaveling (jaren 60 en '70) zorgde ervoor dat veel gronden rondom Ammerzoden vruchtbaar zijn gemaakt. De landbouw werd hierdoor grootschaliger. Tevens leidde deze ontwikkeling tot de aanleg van veel nieuwe wegen, waaronder de N831 en N832. Voorheen waren de Bommelerwaardse komgronden namelijk lastig begaanbaar vanwege de zware klei; het meeste verkeer in de Bommelerwaard was dan ook op de dijken te vinden.
De verbeterde economische situatie in Nederland, de bevolkingsgroei en de komst van nieuwe wegen leidde ertoe dat de Ammerzodense industrie en dienstverlening groeiden en professionaliseerden. Veel inwoners gingen buiten het dorp werken.
Tijdens de evacuatie van het Rivierenland in 1995 moest Ammerzoden gedurende één week worden verlaten, omdat het water in de Waal en de Maas een gevaarlijke hoogte bereikte.
Tot 1999 was Ammerzoden een zelfstandige gemeente bestaande uit de dorpen Ammerzoden en Well en de buurtschappen Wordragen, Slijkwell en Wellseind. In 1999 werd het dorp samen met de gemeenten Rossum (inclusief Hurwenen en Rome), Heerewaarden, Kerkdriel (inclusief Velddriel, Hoenzadriel en Alem) en Hedel de gemeente Maasdriel ging vormen. Deze gemeente Maasdriel vormt het zuidelijk gedeelte van de Bommelerwaard.